# نوووزنسنکا (شهرستان روبتسوفسکی، سرزمین آلتای)
نوووزنسنکا (به لاتین: Novovoznesenka) یک منطقهٔ مسکونی در روسیه است که در سرزمین آلتای واقع شده‌است.